# ABTB1
ABTB1 (англ. Ankyrin repeat and BTB domain containing 1) — білок, який кодується однойменним геном, розташованим у людей на короткому плечі 3-ї хромосоми.  Довжина поліпептидного ланцюга білка становить 478 амінокислот, а молекулярна маса — 53 979.
| 10         |  | 20         |  | 30         |  | 40         |  | 50         |
| ---------- |  | ---------- |  | ---------- |  | ---------- |  | ---------- |
| MDTSDLFASC |  | RKGDVGRVRY |  | LLEQRDVEVN |  | VRDKWDSTPL |  | YYACLCGHEE |
| LVLYLLANGA |  | RCEANTFDGE |  | RCLYGALSDP |  | IRRALRDYKQ |  | VTASCRRRDY |
| YDDFLQRLLE |  | QGIHSDVVFV |  | VHGKPFRVHR |  | CVLGARSAYF |  | ANMLDTKWKG |
| KSVVVLRHPL |  | INPVAFGALL |  | QYLYTGRLDI |  | GVEHVSDCER |  | LAKQCQLWDL |
| LSDLEAKCEK |  | VSEFVASKPG |  | TCVKVLTIEP |  | PPADPRLRED |  | MALLADCALP |
| PELRGDLWEL |  | PFPCPDGFNS |  | CPDICFRVAG |  | CSFLCHKAFF |  | CGRSDYFRAL |
| LDDHFRESEE |  | PATSGGPPAV |  | TLHGISPDVF |  | THVLYYMYSD |  | HTELSPEAAY |
| DVLSVADMYL |  | LPGLKRLCGR |  | SLAQMLDEDT |  | VVGVWRVAKL |  | FRLARLEDQC |
| TEYMAKVIEK |  | LVEREDFVEA |  | VKEEAAAVAA |  | RQETDSIPLV |  | DDIRFHVAST |
| VQTYSAIEEA |  | QQRLRALEDL |  | LVSIGLDC   |  |            |  |            |

A: Аланін

C: Цистеїн

D: Аспарагінова кислота

E: Глутамінова кислота

F: Фенілаланін

G: Гліцин

H: Гістидин

I: Ізолейцин

K: Лізин

L: Лейцин

M: Метіонін

N: Аспарагін

P: Пролін

Q: Глутамін

R: Аргінін

S: Серин

T: Треонін

V: Валін

W: Триптофан

Кодований геном білок за функцією належить до факторів елонгації. 
Задіяний у таких біологічних процесах як біосинтез білка, альтернативний сплайсинг. 
Локалізований у цитоплазмі.